# Znaki taktyczne w NATO
Znak taktyczny (ang. military symbol)  – znak graficzny używany zwykle na mapie, obrazie komputerowym lub diagramie, stosowany do przedstawienia poszczególnych jednostek, obiektów, czynności lub innych zagadnień będących przedmiotem zainteresowania wojska. Jego treść jest zwykle uzupełniona opisem cyfrowo-literowym oraz odpowiednim kolorem.
Decyzja nr 145/MON z dnia 14 sierpnia 1997 określiła cele stojące przez Siłami Zbrojnymi Rzeczypospolitej Polskiej, których realizacja zapewniała osiągnięcie zdolności do współdziałania z siłami zbrojnymi państw członków Organizacji Traktatu Północnoatlantyckiego. 
Proces realizacji postawionych przed Siłami Zbrojnymi RP celów interoperacyjności z NATO pociąga za sobą konieczność dostosowania polskich procedur dowodzenia i organizowania działań do standardów obowiązujących w Sojuszu. Jedną z przyjętych dróg jest opracowywanie polskich dokumentów normatywnych (Norm Obronnych) dotyczących zagadnień operacyjnych, merytorycznie zgodnych z postanowieniami porozumień standaryzacyjnych NATO (STANAG – NATO Standardization Agreement – Porozumienie Standaryzacyjne NATO). 
Ze względu na stosunkowo długi czas potrzebny do opracowania i ustanowienia Normy Obronnej opracowano tymczasowe zasady tworzenia znaków zgodnie ze standardami NATO, które do momentu wdrożenia Norm Obronnych Znaki taktyczne Marynarki Wojennej RP oraz Znaki taktyczne Wojsk Lądowych mają umożliwić przygotowanie dowództw i sztabów do współdziałania w ramach NATO.

## Zasady budowy znaku taktycznego

### Pola znaku taktycznego
Pola znaku taktycznego są to obszary rozmieszczone wokół umieszczonego centralnie znaku podstawowego zawierające informacje odnoszące się do tego znaku. Informacje te są kombinacją liter oraz cyfr i/lub skrótów grupowych dostarczających informacji dodatkowych o jednostkach, obiektach, czynnościach lub innych zagadnieniach, które symbolizują.
Każde pole jest identyfikowane według następującego klucza:
- tytuł pola – nazwa nadana szczególnej pozycji w odniesieniu do symbolu podstawowego np. wskaźnik przeznaczenia;
- długość pola – maksymalna liczba znaków alfanumerycznych, które mogą być użyte w poszczególnym polu; wielkość ta jest związana ze zobrazowaniem komputerowym np. 5 znaków alfanumerycznych;
- litera pola – litera opisująca pole np. A.

Wokół znaku podstawowego można rozmieszczać następujące ilości pól:
- powyżej znaku podstawowego – nie więcej jak dwa pola, każde składające się z nie więcej jak 6 znaków alfanumerycznych;
- na prawo od znaku podstawowego – nie więcej jak 4 pola, każde składające się z nie więcej jak 21 znaków alfanumerycznych; na jednym polu można przedstawić więcej niż jeden rodzaj informacji jednak ich całkowita długość nie może przekroczyć 21 znaków;
- poniżej znaku podstawowego – nie więcej niż 2 pola, każde składające się z nie więcej jak 6 znaków alfanumerycznych oraz (jeśli zachodzi potrzeba) strzałka wskazująca kierunek ruchu;
- na lewo od znaku podstawowego – nie więcej niż 4 pola, każde składające się z nie więcej jak 15 znaków alfanumerycznych.

Powyższe zasady ilustruje poniższa grafika:

Ogólne zasady rozmieszczania pól opisowych w znaku taktycznym oraz ich zawartość przedstawiono poniżej:

Wypełnienie poszczególnych pól uzależnione jest od ważności informacji jaką zawierają. Wyróżnia się następujące kategorie pól:
- pola obligatoryjne – wypełniane (zawierające) informacjami oznaczonymi literami A, B, P, T;
- pola warunkowe – wypełniane (zawierające) informacjami oznaczonymi literami D, N;
- pola dowolne – wypełniane (zawierające) informacjami oznaczonymi literami C, E, F, G, H, J, K, L, M, Q, R, S, V, W.

Element znaku (ang. symbol element) jest to część znaku wojskowego, która wraz z innymi częściami tworzy całkowity znak wojskowy
Wskaźnik (ang. indicator) jest to element znaku, który w dalszej części opisuje prezentowane zagadnienie. Wskaźnik może mieć formę symboliczną lub cyfrowo-literową.
Wskaźnik punktowy (ang. point indicator) to symboliczna prezentacja zagadnienia wokół punktu na mapie.
Wskaźnik liniowy (ang. line indicator) to symboliczna prezentacja zagadnienia wzdłuż linii na mapie.
Wskaźnik obszarowy (ang. area indicator) to symboliczna prezentacja zagadnienia w obrębie obszaru na mapie.

### Pola obligatoryjne

#### Ogólne
Przedstawione powyżej informacje są obligatoryjnymi i muszą być podane jeśli znajdują zastosowanie przy konkretnym znaku. Jeśli informacja jest nieznana, należy wstawić w jej miejsce znak zapytania ?.

#### Litera pola A
Litera pola A – wskaźnik przeznaczenia (ang. role indicator) – długość pola nie określona. Element znaku, który opisuje przeznaczenie. W obrębie znaku podstawowego umieszcza się znak przedstawiający rodzaj jednostki lub obiektu. Może on być kompozycją dwóch lub więcej znaków.
Przykład – jednostka pancerna (znak podstawowy):

#### Litera pola B
Litera pola B – wskaźnik wielkości (ang. size indicator) – długość pola – 6. Element znaku który opisuje wielkość formacji. Wskaźnik obligatoryjny tylko dla jednostek, ale może być również stosowany do obiektów lub sprzętu. Znak przedstawiający wielkość stawia się nad górną częścią znaku podstawowego.
Przykład – pluton piechoty:

#### Litera pola P
Litera pola P – arbitralny wyznacznik jednostki (ang. arbitrary unit designator) – długość pola – 21. Cyfry, litery lub ich kombinacje używane są do opisania jednostki lub formacji, przeciwnika której nazwa nie jest znana lub nie została zidentyfikowana. Szczegóły odnośnie do przydzielania arbitralnego wyznacznika jednostki zawiera PrNO Znaki taktyczne Wojsk Lądowych.
Przykład – Sztab NG (NORTHAG) zlokalizował prawdopodobnie radziecką MRD (Motor Rifle Division) i przydzielił jej arbitralny wyznacznik 369:

#### Litera pola T
Litera pola T – oznaczenie indywidualne (ang. unique designation) – długość pola – 15. Element znaku, który dodatkowo identyfikuje jednostkę. W połączeniu ze wskaźnikiem wielkości (litera pola B) określa jej rodzaj bądź nazwę. Jeśli pole B nie jest wypełnione to odpowiedni skrót dotyczący wielkości jednostki winien znajdować się w polu T. Wyróżnik dotyczy wszystkich znaków taktycznych z wyjątkiem sprzętu przeciwnika. Jeśli nie można go określić pole wypełnia się znakiem zapytania ?.
Przykład – 23 Batalion (przeznaczenie jednostki wojskowej nie zostało określone):

### Pola warunkowe
Niżej wymienione pola są nazywane warunkowymi i muszą być wypełnione jeśli warunki przez nie wskazane (określone nazwą pola) znajdują zastosowanie w stosunku do przedstawianej sytuacji (jednostki).

#### Litera pola D
Litera pola D – wskaźnik wielkości specjalnej (ang. special indicator) – długość pola nie określona. Element znaku, który wskazuje jednostkę grupę lub obiekt o wielkości pośredniej, nie uwzględnianej przez formalną strukturę organizacyjną.
Przykład – formacja piechoty zmechanizowanej w ugrupowaniu bojowym:

#### Litera pola N
Litera pola N – wskaźnik przeciwnika (ang. enemy) – długość pola – 2. Element symbolu, który wskazuje, że symbol przedstawia przeciwnika. Są to litery EN stosowane w jednokolorowej prezentacji sprzętu lub jednostki jeśli występuje arbitralny wyznacznik jednostki (pole P).
Przykład – przeciwlotnicza armata przeciwnika kaliber 57 mm (S-60):

### Pola dowolne
Niżej wymienione pola należą do dowolnych i powinny być wypełnione w razie potrzeby.

#### Litera pola C
Litera pola C – ilość sprzętu (ang. quanity of equipment) – długość pola – 6. Element znaku, który wskazuje liczbę sztuk sprzętu. Dodaje się znak zapytania (?) tam, gdzie informacje na temat ilości są niepotwierdzone.
Przykład – 4 moździerze 81 mm:

#### Litera pola E
Litera pola E – niepotwierdzone lub wątpliwe informacje (ang. uncorfirmed or query mark) – długość pola – 1. Element znaku stosowany w sytuacji w której wszystkie informacje zawarte w znaku są wątpliwe lub niepotwierdzone. W polu E należy umieścić znak zapytania ?.

#### Litera pola F
Litera pola F – wzmocnienie lub osłabienie (ang. reinforced or detached) – długość pola – 3. Symbol (+) lub (-) używany do wskazania czy formacja (jednostka) jest wzmocniona czy siła jej jest zmniejszona w stosunku do struktury etatowej. Zawsze przedstawione w nawiasach.
Przykład – 14 Batalion Piechoty (wzmocniony):

#### Litera pola G
Litera pola G – informacje dodatkowe (ang. additional information) – długość pola – 17. Miejsce przeznaczone do sporządzenia notatek przez operatora. Zawarte w tym polu informacje nie muszą podlegać transmisji przez ADP (przekazaniu do innych jednostek).
Przykład – 14 Batalion Piechoty, wzmocniony, uwaga operatora Sprawdzić ponownie o 1200:

#### Litera pola H
Litera pola H – tekst dowolny (ang. free text) – długość pola – 21. Miejsce do sporządzania dodatkowych informacji, które będą transmitowane przez APD (przekazane do sił podległych) a nie mogły znaleźć się w innych polach np. polu G.
Przykład – woda niezdatna do picia:

#### Litera pola K
Litera pola K – efektywność bojowa (zdolność bojowa) (ang. combat effective) – długość pola – 5. Element znaku, który wskazuje efektywności jednostki (sprzymierzonej lub przeciwnika). Efektywność może być przedstawiona następująco:
- efektywność bojowa – litery CE (Combat Effectiveness), po których następuje przerwa i dwie cyfry oznaczające procentową wydajność;
- efektywność procentowa – litery PE (Percentage Effectiveness), po których następuje przerwa i dwie cyfry oznaczające procentową wydajność.

Jeżeli istnieje potrzeba jednoczesnego zamieszczenia informacji w polach H i K, to po informacji w polu H umieszcza się pochyłą kreskę / a następnie informację K.
Przykład – efektywność bojowa jednostki wojskowej wynosi 10%:

#### Litera pola M
Litera pola M – formacje wyższe (ang. higher formation) – długość pola – 15. Element znaku, który określa wykaz wszystkich lub niektórych formacji w skład których wchodzi opisywana jednostka (pododdział). Jeśli element z sekwencji pozostaje nieznany należy zaznaczyć go znakiem zapytania ?. Jeśli szczebel strukturalny sił zbrojnych reprezentowany przez element sekwencji jest przez państwo nieużywany należy wykazać 0.
Przykład – 3. pluton, kompanii A, 14. batalionu, ze składu 2. (UK) brygady (siły Wielkiej Brytanii nie posiadają struktury pułkowej, co jest przedstawione jako 0):

#### Litera pola Q
Litera pola Q – strzałka kierunku przemieszczania (ang. direction of movement arrow) – długość pola nie określona. Służy do wskazania ogólnego kierunku przemieszczania się jednostek i stanowisk.
Przykład – jednostka przemieszcza się na zachód, sztab przemieszcza się na wschód:

### Pola dowolne o przeciwniku
Poniższe dowolne pola, są dostępne jedynie w odniesieniu do sił przeciwnika i nie muszą być wypełniane.

#### Litera pola J
Litera pola J – wskaźnik oceny szacunkowej (ang. ewaluation rating) – długość pola – 2. Element znaku, który wskazuje źródło i stopień ważności przedstawionych informacji (stopnie te są wyjaśnione w STANAG 2022). Jeśli pole H (tekst dowolny) jest również użyte to należy po nim użyć ukośnej kreski / i umieścić informację zawartą w polu J.
Przykład – Informacja jest określona stopniem A1:

### Kolory znaków taktycznych
Prezentacja kolorowa służy rozróżnianiu znaków sił własnych od znaków sił przeciwnika. W przypadku braku możliwości zobrazowania kolorowego znak taktyczny sił przeciwnika posiada obwódkę (rysowany jest linią podwójną) a w przypadku sprzętu bądź gdy konstrukcja znaku na to nie pozwala wpisuje się w pole N symbol EN.
W prezentacji wielokolorowej poszczególne kolory oznaczają:
- niebieski (niebieski lub czarny dla systemów ręcznych) – sprzymierzone jednostki, stanowiska, posterunki i obiekty, sprzęt, czynności i symbole otoczenia naziemnego nie objęte kolorami wymienionymi poniżej;
- czerwony – należące do przeciwnika jednostki, stanowiska i obiekty, sprzęt, czynności i symbole nie objęte kolorami wymienionymi poniżej;
- żółty – działania związane z użyciem broni ABC zarówno sił sprzymierzonych jak i przeciwnika, obszary chemiczne, radiologiczne i biologiczne;
- zielony – zapory sporządzone zarówno przez siły sprzymierzone jak i przez przeciwnika;
- inne kolory mogą być wykorzystane po uprzednim opisaniu w legendzie.

W przypadku kiedy dostępnych jest tylko kilka kolorów należy przestrzegać zasady, że siły sprzymierzone muszą być zawsze przedstawione w kolorze niebieskim lub czarnym. 
Przy dostępnych dwóch kolorach:
- kolor pierwszy (najlepiej niebieski lub czarny) dla znaków sprzymierzonych;
- kolor drugi (najlepiej czerwony) dla znaków przeciwnika.

Przy dostępnych trzech kolorach:
- kolor pierwszy (najlepiej niebieski lub czarny) dla znaków sił sprzymierzonych;
- kolor drugi (najlepiej czerwony) dla znaków sił przeciwnika;
- kolor trzeci (najlepiej żółty lub zielony) dla przedsięwzięć związanych z użyciem broni masowego rażenia i zapór inżynieryjnych zarówno sprzymierzonych jak i przeciwnika.

Przykład – pułk czołgów przeciwnika w prezentacji jednobarwnej i wielokolorowej:
 
Linii ciągłej używa się do zobrazowania aktualnego położenia obiektów, zobrazowania celów oraz linii rozgraniczenia. 
Linia przerywana służy do zobrazowania położenia przyszłego lub planowanego

## Umiejscowienie znaku na mapie lub obrazie komputerowym
Każdy znak musi posiadać możliwość poprawnego i dokładnego umieszczenia na mapie bądź obrazie APD. Oznacza to, że każdy znak musi zawierać przynajmniej jeden punkt dowiązania, który wyznaczy jego pozycję.

## Znaki podstawowe
Znaki podstawowe to znaki stanowiące podstawę budowy znaków szczegółowych. Dopiero po wypełnieniu znaku podstawowego znakiem określającym rodzaj wojsk czy służb można określić rodzaj jednostki. 
| Opis                                       | Znak taktyczny |
| ------------------------------------------ | -------------- |
| jednostka                                  |                |
| stanowisko dowodzenia lub jego element     |                |
| jednostka zdolna do pełnej mobilizacji     |                |
| jednostka zdolna do częściowej mobilizacji |                |
| Posterunek obserwacyjny                    |                |
| obiekt logistyczny lub administracyjny     |                |
| obiekt elektroniczny                       |                |
| lądowisko                                  |                |
| siły państwowe nie należące do NATO        |                |

## Wskaźnik wielkości jednostki
Do bliższego określenia wielkości jednostki służą tzw. znaki określające szczebel jednostki. Umieszcza się je nad znakiem podstawowym w polu B. Znaki te wykorzystywane są również w celu oznaczenia linii rozgraniczenia poszczególnych jednostek.

## Opis znaku stanowiska dowodzenia
Rodzaj stanowiska dowodzenia jednostek i punktów dowódczych może być określany poprzez stosowanie liter pod znakiem taktycznym w polu S. 
W poniższej tabelce przedstawiono podstawowe terminy i ich skróty, które mogą być umieszczone w polu S:
| Znaczenie polskie | Znaczenie polskie | Znaczenie NATO | Znaczenie NATO |
| Opis              | Skrót             | Opis           | Skrót          |
| ----------------- | ----------------- | -------------- | -------------- |
| wysunięte         | WSD               | advanced       | ADV            |
| zapasowe          | ZSD               | alternative    | ALTN           |
| główne            | SD                | main           | MAIN           |
| ruchome           |                   | mobile         | MOB            |
| czasu pokoju      |                   | peacetime      | PEACE          |
| tyłowe            | TSD               | rear           | REAR           |
| rezerwowe         |                   | reserve        | RES            |
| stałe             |                   | static         | STAT           |
| wysunięte         |                   | step-up        | STEPUP         |
| taktyczne         |                   | tactical       | TAC            |

## Podstawowe znaki jednostki
| Znak taktyczny | Typ jednostki                     |
| -------------- | --------------------------------- |
|                | przeciwlotnicza                   |
|                | transportu amunicji               |
|                | przeciwpancerna                   |
|                | pancerna                          |
|                | artyleria                         |
|                | śmigłowce                         |
|                | lotnictwa                         |
|                | drogowo-mostowa                   |
|                | wojska inżynieryjne               |
|                | jednostka WRE                     |
|                | MPS                               |
|                | szpital polowy                    |
|                | dowodzenia                        |
|                | piechoty                          |
|                | remontowa                         |
|                | medyczna                          |
|                | meteorologiczna                   |
|                | rakietowa                         |
|                | moździerzy                        |
|                | Żandarmeria wojskowa              |
|                | marynarka wojenna                 |
|                | obrony przeciwchemicznej          |
|                | rozpoznania radioelektronicznego  |
|                | psychologiczna                    |
|                | rozpoznanie wojskowe              |
|                | łączności                         |
|                | sił specjalnych                   |
|                | wsparcia logistycznego            |
|                | topograficzna                     |
|                | transportowa                      |
|                | bezpilotowych aparatów latających |